# Quiromiformes
Els quiromiformes (Chiromyiformes) són un clade de primats de relació incerta amb els lemuriformes. Contenen una sola espècie vivent, l'ai-ai, i diverses d'extintes. El seu registre fòssil es remunta a l'Oligocè inferior, fa uns 33,9 milions d'anys. Són originaris d'Àfrica. De vegades es classifiquen entre els lemuriformes i de vegades com un infraordre a part. Es caracteritzen per tenir una sola dent incisiva amb forma de cisell a cada arcada dental i el tercer dit de les mans extremament llarg en comparació amb els altres.